# Leyes de Núremberg

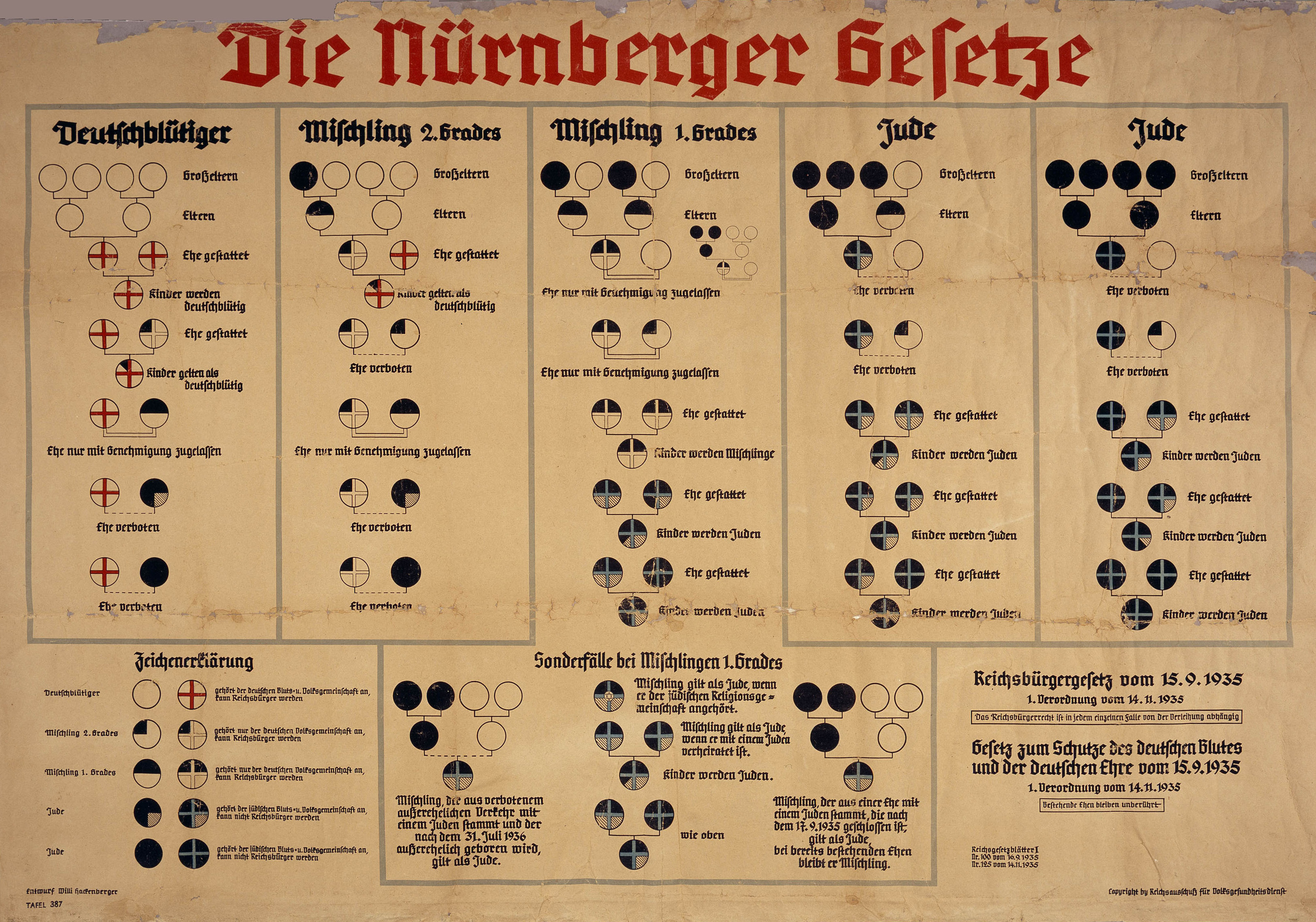
Gráfico publicado por el gobierno nazi en 1935, explicando los esquemas familiares que determinaban la limpieza de sangre.

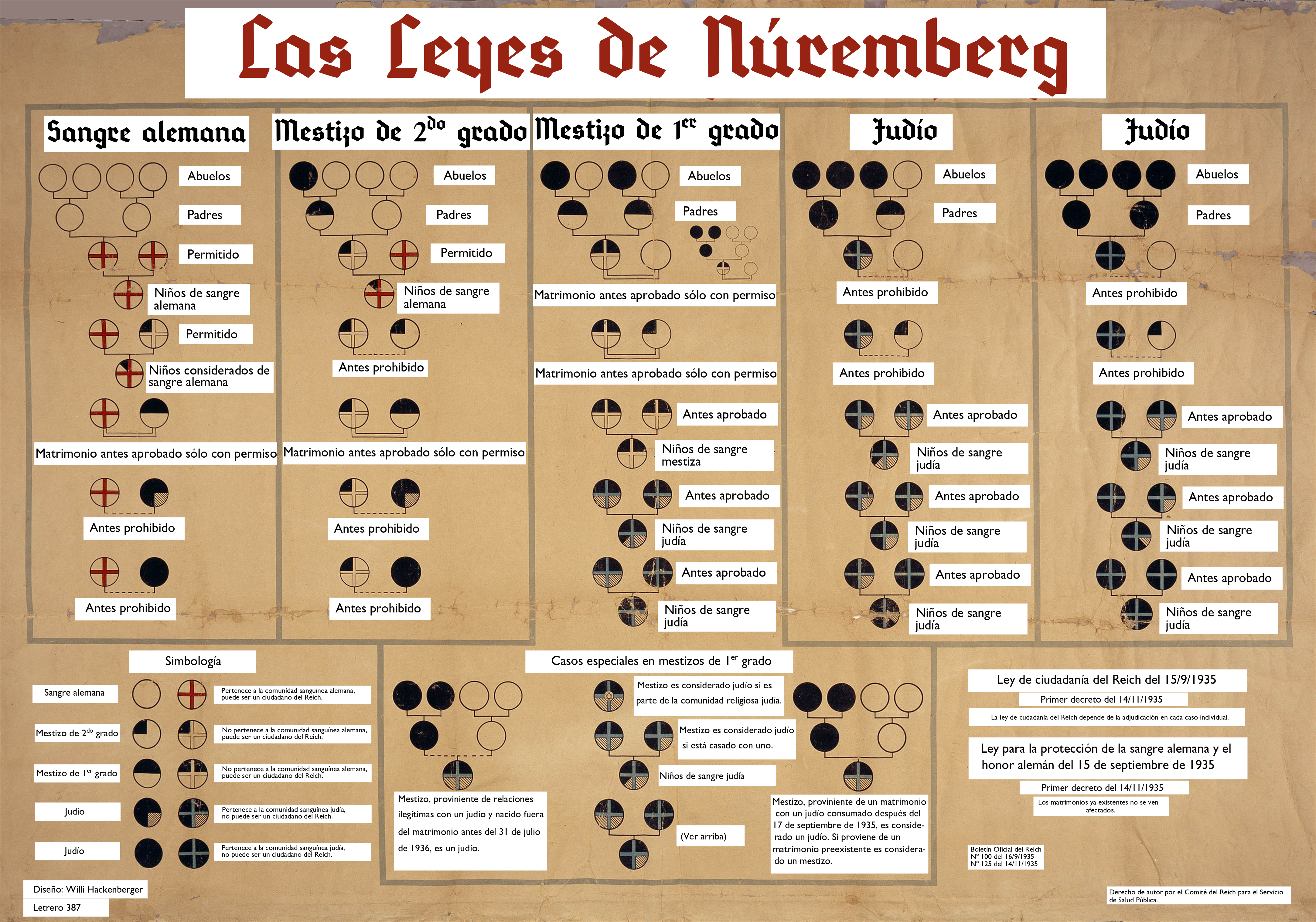
Traducción al español del gráfico.

Las Leyes de Núremberg (Nürnberger Gesetze en alemán) fueron normas antisemitas y racistas promulgadas en la Alemania nazi el 15 de septiembre de 1935, en una reunión especial del Reichstag convocada durante el séptimo congreso del Partido Nazi en Núremberg. Las dos leyes eran la Ley para la Protección de la Sangre Alemana y el Honor Alemán, que prohibía los matrimonios y las relaciones extramatrimoniales entre judíos y alemanes y el empleo de mujeres alemanas menores de 45 años en hogares judíos; y la Ley de Ciudadanía del Reich, que declaraba que sólo aquellos de sangre alemana o relacionada podían optar a ser ciudadanos del III Reich. El resto fueron clasificados como sujetos estatales sin ningún derecho de ciudadanía. El 14 de noviembre se aprobó un decreto complementario que delineaba la definición de quién era judío, y la Ley de Ciudadanía del Reich entró oficialmente en vigor en esa fecha. Las leyes se ampliaron el 26 de noviembre de 1935 para incluir a gitanos y negros.

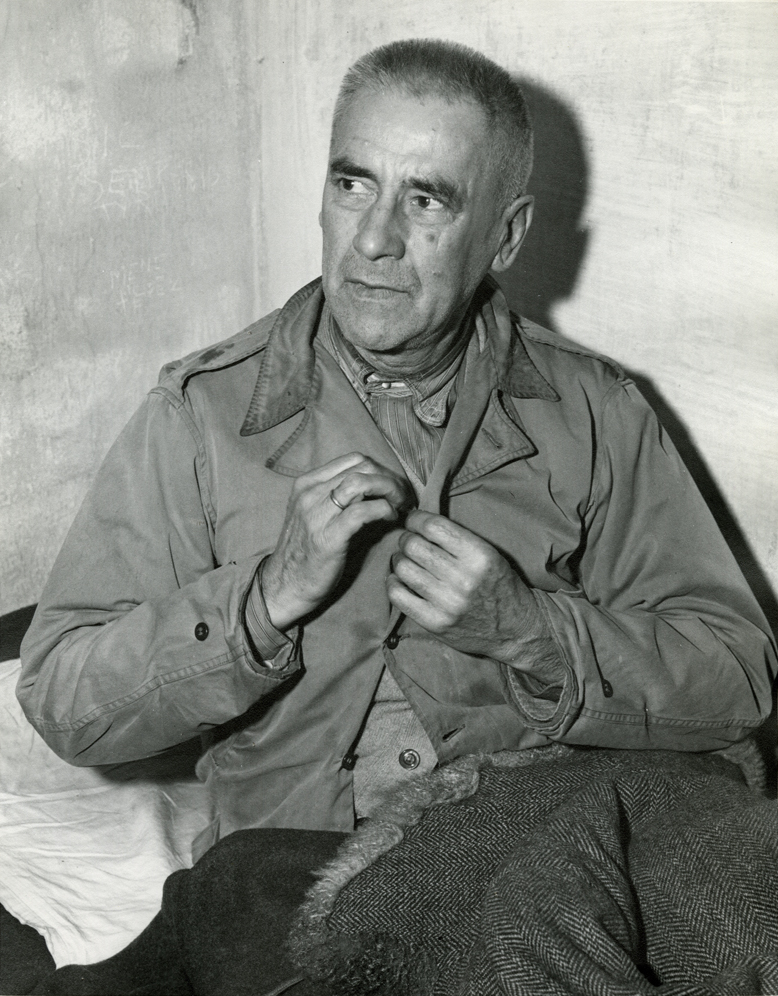
Wilhelm Frick, autor de las Leyes de Núremberg, en su celda en 1945.

Estas normas fueron promovidas por el canciller y Führer (líder) Adolf Hitler. El responsable de su redacción fue el ministro del Interior, Wilhelm Frick.
Por motivos de política exterior, los procesamientos en virtud de las dos leyes no comenzaron hasta después de los Juegos Olímpicos de Verano de 1936, celebrados en Berlín. Después de que Hitler llegase al poder en 1933, los nazis comenzaron a implementar políticas antisemitas para la formación de una Volksgemeinschaft (comunidad popular) basada en la raza. Adolf Hitler, declaró un boicot nacional a las empresas judías el 1 de abril de 1933, y la Ley para la Restauración de la Función Pública Profesional, aprobada el 7 de abril, excluyó a los llamados no arios de profesiones jurídicas, la función pública y la docencia en escuelas secundarias y universidades. Los libros considerados no alemanes, incluidos los de autores judíos, fueron destruidos en una quema de libros a nivel nacional el 10 de mayo. Los ciudadanos judíos fueron acosados y sometidos a ataques violentos. Fueron reprimidos activamente, despojados de su ciudadanía y derechos civiles y, finalmente, apartados de la sociedad alemana.
Las Leyes de Nuremberg tuvieron un impacto económico y social paralizante en la comunidad judía. Las personas condenadas por violar las leyes matrimoniales fueron encarceladas y (a partir del 8 de marzo de 1938) al cumplir sus sentencias fueron arrestadas nuevamente por la Gestapo y enviadas a campos de concentración nazis. Los no judíos dejaron gradualmente de socializar con judíos o de comprar en tiendas de propiedad judía, muchas de las cuales cerraron debido a la falta de clientes. Como a los judíos ya no se les permitía trabajar en la administración pública o en profesiones reguladas por el gobierno, como la medicina y la educación, muchos empresarios y profesionales de clase media se vieron obligados a aceptar empleos de baja categoría. La emigración fue problemática, ya que los judíos debían remitir hasta el 90% de su riqueza en forma de impuesto al salir del país.
En 1938 era casi imposible para los potenciales emigrantes judíos encontrar un país dispuesto a acogerlos. Los planes de deportación masiva como el Plan Madagascar resultaron imposibles de llevar a cabo para los nazis y, a partir de mediados de 1941, el gobierno alemán inició el exterminio masivos de los judíos europeos.

## Antecedentes
El Partido Nazi fue uno de los partidos políticos de extrema derecha activos en Alemania tras el final de la Primera Guerra Mundial. Su programa incluía la abolición de la República de Weimar, el rechazo de los términos del Tratado de Versalles, el antisemitismo y el antibolchevismo. Proponían un gobierno central fuerte, aumentar el Lebensraum (espacio vital) para los germánicos, la creación de una Volksgemeinschaft (comunidad popular) basada en la raza y la limpieza racial mediante la supresión activa de los judíos, a los cuales se les quitaría la ciudadanía y los derechos civiles.
Cuando Hitler estaba preso en 1924 por el Putsch de Múnich dictó el libro Mein Kampf a su ayudante Rudolf Hess. El libro es una autobiografía y una exposición de su ideología, que incluye planes para transformar la sociedad alemana en una basada en la raza. En esta obra, delineó su creencia en el judeo-bolchevismo, una teoría de la conspiración que decía que los judíos conspiraban para dominar el mundo y que eran enemigos mortales de los alemanes. Hitler no dudó de su visión del mundo expuesta en el Mein Kampf. El Partido Nazi abogó por el concepto Volksgemeinschaft (comunidad popular) con el ánimo de unir a todos los alemanes como camaradas nacionales, mientras excluían a aquellos ajenos a la comunidad o a los miembros de una raza foránea (Fremdvölkische).

## Discriminación en la Alemania nazi
La discriminación contra los judíos se intensificó después de que los nazis llegasen al poder. Las Sturmabteilung (SA; el ala paramilitar del Partido Nazi) emprendieron durante el siguiente mes ataques a negocios de judíos, sinagogas y a los judíos que ejercían profesiones jurídicas. El 21 de marzo de 1933 el ex-congresista de los Estados Unidos de América William W. Cohen, en una reunión con el comité asesor ejecutivo de los Judíos Veteranos de Guerra de los Estados Unidos, pidió un boicot estricto contra los productos alemanes. Posteriormente, ese mismo mes, comenzó un boicot a nivel mundial a los productos alemanes que contó con el apoyo de varias de las principales organizaciones judías (aunque también con la abstención de otras, como la Junta de Diputados de los Judíos Británicos). El respuesta, Hitler declaró un boicot nacional a los negocios de judíos el 1 de abril de 1933. Por entonces, muchos que no eran miembros del Partido Nazi estaban pidiendo la segregación de los judíos del resto de la sociedad alemana. La Ley Para la Resutauración del Servicio Civil Profesional, aprobada el 7 de abril de 1933, obligó a los que no eran arios a retirarse de las profesiones jurídicas y del servicio civil. Poco después, una legislación similar privó a los judíos de otras profesiones de su derecho a ejercerlas. También se prohibió que los judíos enseñasen en las universidades. En 1934 el Partido Nazi publicó un panfleto titulado "Warum Arierparagraph?" ("¿Por qué las leyes arias?") que resumía la supuesta necesidad de estas leyes. Como parte de la tarea de ir retirando lo que los nazis llamaban la "influencia judía" de la vida cultura, la Liga de Estudiantes Nacionalsocialistas retiró de las bibliotecas todos los libros considerados antialemanes y el 10 de mayo tuvieron lugar quemas de libros por todo el país. La violenica y la presión económica fueron usadas por el régimen para animar a los judíos a que abandonasen voluntariamente el país. En julio de 1933 se aprobó una legislación que quitaba a los alemanes judíos naturalizados de su ciudadanía, creando una base legal para deportar a los inmigrantes judíos recientes, sobre todo de Europa del Este. Muchas ciudades colocaron señales que prohibían entrar a los judíos. En 1933 y 1934 se privó a los negocios judíos el acceso a los mercados, se les prohibió anunciarse en los periódicos y se es vetó del acceso a los contratos gubernamentales. Los ciudadanos judíos fueron acosados y objeto de violentos ataques.
Entre las leyes promulgadas en este periodo estaba la Ley para la Prevención de la Descendencia con Enfermedades Hereditarias, aprobada el 14 de julio de 1933. Esta norma llamaba a la esterilización obligatoria de personas que tuvieran un rango de enfermedades hereditarias, físicas y mentales. Con la Ley contra los Criminales Habituales Peligrosos, aprobada el 24 de noviembre de 1933, los criminales habituales también fueron sometidos a esterilización. Esta última ley también fue usada para forzar el internamiento en prisiones o campos de concentración de los considerados como "inadaptados sociales", entre los que se incluían los desempleados, las prostitutas, mendigos, alcohólicos, vagabundos sin hogar, negros y gitanos.

### La "Ley Gitana" del III Reich
La Oficina Central para Combatir a los Gitanos se estableció en 1929, durante la República de Weimar. En diciembre de 1938 el jefe de las SS Heinrich Himmler emitió una orden para "combatir la plaga de gitanos". Los gitanos serían categorizados en términos de su ascendencia como una característica racial, más que en términos de su caracterización previa como elementos "antisociales". Este trabajo fue llevado adelante por Robert Ritter, de la unidad de Higiene Racial y Población del Ministerio de Salud, que en 1942 había producido una escala que calificaba como ZM+ a los gitanos, ZM a los que tenían parientes gitanos de primer y segundo grado y ZM- a los que tenían menos ancestros gitanos. Esta clasificación implicaba que una persona podía ser clasificada como gitana y objeto de legislación antigitana si tenía dos tatarabuelos gitanos. Según el Ministerio del Interior, el "problema gitano" no podía ser tratado mediante reasentamientos forzosos o encarcelamientos dentro de Alemania, de modo que se preparó y esbozó una "Ley Gitana" del III Reich encaminada a complementar las Leyes de Núremberg. El borrador de la ley recomendaba la identificación y registro de todos los gitanos, seguido de la esterilización y la deportación. En 1938 se ordenó a las autoridades públicas registrar a todos los gitanos y a los que tenían mezcla de gitanos (Mischlinge). Himmler tenía interés en promulgar esa legislación que, según él, serviría para impedir "una mayor mezcla de sangre" y para regular "todas las cuestiones más urgentes que van acompañadas de la existencia de los gitanos en el espacio vital de la nación alemana". Sin embargo, el régimen no llegó a aprobar la "Ley Gitana". En diciembre de 1942 Himmler ordenó que todos los gitanos fuesen enviados a campos de concentración.

### Los judíos
Desencantados con la promesa incumplida de los líderes del Partido Nazi de eliminar a los judíos de la sociedad alemana, los miembros de las SA estaban ansiosos por arremeter contra la minoría judía como una forma de expresar sus frustraciones. Un informe de la Gestapo de principios de 1935 afirmaba que las bases del Partido Nazi pondrían en marcha una solución al "problema judío [...] desde abajo que el gobierno luego tendría que seguir". Los asaltos, el vandalismo y el boicot a los judíos, que el gobierno nazi frenó temporalmente en 1934, aumentaron de nuevo en 1935 acompañada de una campaña de propaganda autorizada desde los más altos niveles del gobierno. Muchos de los que no eran miembros del Partido Nazi ignoraron el boicot y se opusieron a la violencia preocupados por su propia seguridad. El historiador israelí Otto Dov Kulka sostiene que había una disparaidad entre los puntos de vista de los Alte Kämpfer (los miembros del partido desde hace mucho tiempo) y del público general, pero que también alemanes que no eran políticamente activos estaban a favor de introducir nuevas leyes antisemitas más estrictas en 1935.
 El asunto pasó a ocupar un primer plano en la agenda estatal como resultado de esta agitación antisemita.
El ministro del Interior Wilhelm Frick anunció el 25 de julio que pronto se promulgaría una ley que prohibiría el matrimonio entre judíos y no judíos y recomendó a los registradores evitar emitir licencias para estos matrimonios. El borrador de la ley también establecía la prohibición del matrimonio entre personas con enfermedades hereditarias.
Hjalmar Schacht, ministro de Economía y presidente del Reichsbank, criticó el comportamiento violento de los Alte Kämpfer y de la SA por su impacto negativo en la economía. La violencia también tenía un impacto negativo en la reputación de Alemania en la comunidad internacional. Por estas razones, Hitler ordenó parar las "acciones individuales" contra los judíos alemanes el 8 de agosto de 1935. Frick amenazó con emprender acciones legales contra los miembros del Partido Nazi que ignorasen la orden. Para Hitler, era necesario introducir nuevas leyes antisemitas para apaciguar a los elementos radicales del partido que persistían en su intento de retirar a los judíos de la sociedad alemana usando la violencia. El 20 de agosto de 1935 tuvo lugar una reunión de ministros para discutir la cuestión. Hitler se opuso a los métodos violentos por el daño que estaban haciendo a la economía e insitió que el asunto debía tratarse con legislación. El punto central de las nuevas leyes sería las leyes matrimoniales para prevenir la "contaminación racial", privando a los judíos de su ciudadanía alemana, y las leyes para evitar que los judíos participasen libremente en la economía alemana.

### Eventos en Núremberg
El séptimo congreso del Partido Nazi, que tuvo lugar en Núremberg del 10 al 16 de 1935, albergó la única sesión del Reichstag fuera de Berlín que tuvo lugar durante el régimen nazi. Hitler decidió que la reunión sería una buena oportunidad para introducir las largamente esperadas leyes antijudías. En un discurso del 12 de septiembre el médico nazi Gerhard Wagner anunció que el gobierno pronto introduciría una "ley para la protección de la sangre alemana". El 13 de septiembre Hitler convocó una sesión del Reichstag en Núremberg para el 15 de septiembre. Entonces habló con Hans Pfundtner, secretario de Estado en el Ministerio del Interior del Reich, y con Wilhelm Stuckart, consejero ministerial, para instruirles a esbozar una ley para prohibir las relaciones sexuales o los matrimonios entre judíos y no judíos. Ellos, a su vez, convocaron a Franz Albrecht Medicus y a Bernhard Lösener, del Ministerio del Interior, a Núremberg para asistir con una redacción apresurada del borrador de la legislación. Los dos hombres llegaron el 14 de septiembre. Esa tarde, Hitler les ordenó tener también listo por la mañana un borrador de la ley de ciudadanía del Reich. Hitler encontró los borradores iniciales demasiado indulgentes, de modo que aproximadamente a media noche Wilhelm Frick le trajo cuatro nuevos borradores que se diferenciaban sobre todo en la severidad de las penas. Hitler escogió la versión más indulgente pero dejó como vaga la  definición de quién era judío. Hitler argumentó en la reunión que las leyes eran "un intento de solución jurídica de un problema que, si fracasa, debería ser confiado por ley al Partido Nacionalsocialista para una solución definitiva". El ministro de Propaganda Joseph Goebbels hizo interrumpir la transmisión radiofónica de la aprobación de las leyes y ordenó a los medios de comunicación alemanes que no las mencionaran hasta que se tomara una decisión sobre cómo se implementarían.

## Contenido de las Leyes de Núremberg
Las dos Leyes de Núremberg fueron aprobadas por unanimidad por el Reichstag el 15 de septiembre de 1935. La Ley de Ciudadanía del Reich declaró que sólo los alemanes y los que tuvieran una sangre relacionada podían ser ciudadanos del Reich; el resto fueron clasificados como sujetos del Estado, sin derechos de ciudadano. La Ley para la Protección de la Sangre Alemana y el Honor Alemán prohibía los matrimonios y las relaciones extramaritales entre judíos y alemanes y prohibió el empleo de mujeres alemanas menores de 45 años en hogares judíos. La frase en la Ley de Ciudadanía "por su conducta que está dispuesto y es apto para servir fielmente al pueblo alemán y al Reich" significa que los oponentes políticos podían también ser privados de su ciudadanía alemana. Esta ley era un medio efectivo de despojar a los judíos, gitanos y a otros considerados "indeseables" de sus derechos legales y de su ciudadanía.
Los años siguientes, se promulgaron 13 leyes adicionales que marginalizaron aún más a la comunidad judía en Alemania. Por ejemplo, se prohibió a las familias judías presentar solicitudes de subsidios para familias numerosas y se les prohibió realizar transacciones comerciales con los arios.

### Ley de Ciudadanía del Reich
El texto de esta ley es el siguiente:

El Reichstag ha aprobado por unanimidad la siguiente ley, que se promulga por la presente:
- Artículo 1
  - 1. Un súbdito del Estado es una persona que disfruta de la protección del Reich alemán y que, en consecuencia, tiene obligaciones específicas hacia él.
  - 2. El estatuto de súbdito del Estado se adquiere de conformidad con las disposiciones del Reich y de la Ley de ciudadanía del Reich.

- Artículo 2
  - 1. Un ciudadano del Reich es un súbdito del Estado que es de sangre alemana o relacionada y demuestra con su conducta que está dispuesto y es apto para servir fielmente al pueblo alemán y al Reich.
  - 2. La ciudadanía del Reich se adquiere mediante la concesión de un certificado de ciudadanía del Reich.
  - 3. El ciudadano del Reich es el único titular de plenos derechos políticos conforme a la ley.

- Artículo 3
  - El Ministro del Interior del Reich, en coordinación con el Diputado del Führer, emitirá las órdenes legales y administrativas necesarias para implementar y completar esta ley.

### Ley para la Protección de la Sangre Alemana y el Honor Alemán
El texto de esta ley es el siguiente:

Movido por el entendimiento de que la pureza de la sangre alemana es la condición esencial para la existencia continua del pueblo alemán, e inspirado por la inflexible determinación de asegurar la existencia de la nación alemana para siempre, el Reichstag ha adoptado por unanimidad la siguiente ley, que se promulga por la presente:

- Artículo 1
  - 1. Están prohibidos los matrimonios entre judíos y ciudadanos de sangre alemana o relacionada. No obstante, los matrimonios celebrados son nulos, incluso si se contraen en el extranjero para eludir esta ley.
  - 2. El procedimiento de anulación sólo puede ser iniciado por el fiscal del Estado.

- Artículo 2
  - Las relaciones extramaritales entre judíos y ciudadanos alemanes o relacionados están prohibidos.

- Artículo 3
  - Los judíos no pueden emplear en sus hogares a mujeres súbditas del Estado de Alemania o de sangre relacionada que tengan menos de 45 años.

- Artículo 4
  - 1. Los judíos tienen prohibido enarbolar la bandera nacional o del Reich o exhibir los colores del Reich.
  - 2. Por otra parte, se les permite exhibir los colores judíos. El ejercicio de este derecho está protegido por el Estado.

- Artículo 5
  - 1. Cualquier persona que viole la prohibición prevista en el artículo 1 será castigada con pena de prisión y trabajos forzados.
  - 2. Un hombre que viole la prohibición prevista en el artículo 2 será castigado con pena de cárcel o pena de prisión con trabajos forzados.
  - 3. Cualquier persona que viole las disposiciones de los artículos 3 ó 4 será castigada con pena de prisión de hasta un año y multa, o con una u otra de estas penas.

- Artículo 6
  - El Ministro del Interior del Reich, en coordinación con el Diputado del Führer y el Ministro de Justicia del Reich, emitirá las normas legales y administrativas necesarias para implementar y completar esta ley.

- Artículo 7
  - La ley entra en vigor al día siguiente de su promulgación, excepto el artículo 3, que entra en vigor el 1 de enero de 1936.

### Clasificación bajo estas leyes
| Clasificación            | Traducción                   | Herencia         | Definición                                                                                            |
| ------------------------ | ---------------------------- | ---------------- | --- |
| Deutschblütiger          | Sangre alemana               | Alemán           | Pertenece a la raza y nación alemana; aprobado para tener la ciudadanía del Reich                     |
| Deutschblütiger          | Sangre alemana               | 1⁄8 judío        | Considerado perteneciente a la raza y nación alemana; aprobado para tener la ciudadanía del Reich     |
| Mischling zweiten Grades | Raza mestiza (segundo grado) | 1⁄4 judío        | Pertenece sólo en parte a la raza y a la nación alemanas; aprobado para tener la ciudadanía del Reich |
| Mischling ersten Grades  | Raza mestiza (primer grado)  | 3⁄8 or 1⁄2 judío | Pertenece sólo en parte a la raza y a la nación alemanas; aprobado para tener la ciudadanía del Reich |
| Jude                     | Judío                        | 3⁄4 judío        | Pertenece a la raza y comunidad judía; no aprobado para tener la ciudadanía del Reich                 |
| Jude                     | Judío                        | Judío            | Pertenece a la raza y comunidad judía; no aprobado para tener la ciudadanía del Reich                 |

| Fecha                    | Decreto |
| ------------------------ | --- |
| 15 de septiembre de 1935 | Un Mischling será considerado judío si es miembro de la comunidad religiosa judía. |
| 15 de septiembre de 1935 | Un Mischling será considerado judío si está casado con un judío. Sus hijos serán considerados judíos. |
| 17 de septiembre de 1935 | Un niño mestizo que nazca de un matrimonio con un judío, cuya fecha de matrimonio sea posterior al 17 de septiembre de 1935, será clasificado como judío. Los nacidos en matrimonios oficiados el 17 de septiembre de 1935 o antes seguirán clasificados como Mischlinge. |
| 31 de julio de 1936      | Un niño mestizo procedente de relaciones sexuales extramatrimoniales prohibidas con un judío y nacido fuera del matrimonio después del 31 de julio de 1936 será clasificado como judío.                                                                                   |

## Repercusión
Si bien tanto el Ministerio del Interior como el Partido Nazi acordaron que las personas con tres o más abuelos judíos serían clasificadas como judías y aquellas con solo uno (Mischlinge de segundo grado) no, surgió un debate sobre el estatus de las personas con dos abuelos judíos (Mischlinge de primer grado). El Partido Nazi, especialmente sus elementos más radicales, querían que las leyes se aplicaran a los "Mischlinge" tanto de primer como de segundo grado. Por esta razón, Hitler siguió dudando y no tomó una decisión hasta principios de noviembre de 1935. Su decisión final fue que las personas con tres abuelos judíos eran clasificadas como judías; aquellos con dos abuelos judíos serían considerados judíos sólo si practicaban la fe o tenían un cónyuge judío. El decreto complementario que definía quién era judío se aprobó el 14 de noviembre y la Ley de Ciudadanía del Reich entró en vigor en esa fecha. Los judíos ya no eran ciudadanos alemanes y no tenían derecho a votar. A judíos y gitanos no se les permitió votar en las elecciones del Reichstag ni en el referéndum de anexión de Austria (Anschluss) de 1938. Los funcionarios a los que se les había concedido una exención de la Ley de Restauración de la Función Pública Profesional por su condición de veteranos de guerra fueron obligados a dejar sus puestos de trabajo en esta fecha. Un decreto complementario emitido el 21 de diciembre ordenó el despido de los veteranos judíos de otras profesiones reguladas por el Estado, como la medicina y la educación.
Si bien no se llevó a cabo la sugerencia de Frick de crear un tribunal de ciudadanía ante el cual cada alemán tendría que demostrar que era ario, demostrar la herencia racial se convirtió en una parte necesaria de la vida diaria. Se autorizó a los empleadores no gubernamentales a incluir en sus estatutos un "párrafo ario" que excluía del empleo tanto a los "mischlinge" como a los judíos. La prueba de ascendencia aria se lograba obteniendo un "certificado ario". Una forma era adquirir un Ahnenpass, que podía obtenerse proporcionando certificados de nacimiento o bautismo de los cuatro abuelos de ascendencia aria. El Ahnenpass también podía ser adquirido por ciudadanos de otros países, siempre que fueran de "sangre alemana o relacionada".
Según la Ley para la Protección de la Sangre Alemana y el Honor Alemán (15 de septiembre de 1935), estaban prohibidos los matrimonios entre judíos y alemanes; entre los "Mischlinge" de primer grado y los alemanes; entre judíos y "Mischlinge" de segundo grado; y entre dos Mischlinge de segundo grado. A los "Mischlinge" de primer grado se les permitió casarse con judíos, pero en adelante serían clasificados como judíos. Todos los matrimonios celebrados entre medio judíos y alemanes requerían la aprobación de un Comité para la Protección de la Sangre Alemana. Se concedieron pocos permisos de este tipo. Un decreto complementario emitido el 26 de noviembre de 1935 amplió la ley a "los gitanos, los negros y sus bastardos".
Las personas sospechosas de haber mantenido relaciones sexuales con personas no arias fueron acusadas de Rassenschande (deshonra racial) y juzgadas en los tribunales ordinarios. Las pruebas proporcionadas a la Gestapo en tales casos provinieron en gran medida de ciudadanos comunes, como vecinos, compañeros de trabajo u otros informantes. Las personas acusadas de corrupción racial eran humilladas públicamente haciéndolas desfilar por las calles con una pancarta colgada del cuello en la que se detallaba su delito. Los condenados generalmente eran sentenciados a penas de prisión y (a partir del 8 de marzo de 1938) al completar sus sentencias fueron arrestados nuevamente por la Gestapo y enviados a campos de concentración. Como la ley no permitía la pena capital por profanación racial, se convocaron tribunales especiales para permitir la pena de muerte en algunos casos. Desde finales de 1935 hasta 1940, 1 911 personas fueron condenadas por Rassenschande. Con el tiempo, la ley se amplió para incluir formas no sexuales de contacto físico, como saludar a alguien con un beso o un abrazo.
En su mayor parte, los alemanes aceptaron las Leyes de Nuremberg, en parte porque la propaganda nazi había logrado influir en la opinión pública hacia la creencia general de que los judíos eran una raza separada, pero también porque oponerse al régimen significaba exponerse al acoso o arresto por parte de la Gestapo. Los ciudadanos se sintieron aliviados de que la violencia antisemita cesara después de que se aprobaron las leyes.  Los no judíos gradualmente dejaron de socializar con judíos o de comprar en tiendas de propiedad judía. Los mayoristas que seguían sirviendo a los comerciantes judíos fueron paseados por las calles con carteles alrededor del cuello proclamándolos como traidores. El Partido Comunista y algunos elementos de la Iglesia católica criticaron las leyes. Preocupado de que las nuevas leyes influyeran negativamente en la opinión internacional, el Ministerio del Interior no las hizo cumplir activamente hasta después de los Juegos Olímpicos de Verano de 1936, celebrados en Berlín en agosto de ese año.
El Ministerio del Interior estimó que había 750 000 Mischlinge en abril de 1935 (los estudios realizados después de la guerra sitúan el número de Mischlinge en alrededor de 200 000). A medida que los judíos fueron excluidos cada vez más de la sociedad alemana, organizaron sus propios eventos sociales, escuelas y actividades. Sin embargo, los problemas económicos no se resolvieron tan fácilmente; Muchas empresas judías cerraron debido a la falta de clientes. Esto era parte del proceso de arianización (la transferencia de empresas judías a propietarios no judíos, generalmente a precios muy por debajo del valor de mercado) que el régimen había iniciado en 1933, que se intensificó después de la aprobación de las Leyes de Nuremberg. Los antiguos empresarios ricos o de clase media se vieron obligados a aceptar empleos de baja categoría para mantener a sus familias, y muchos no pudieron encontrar ningún trabajo.
Aunque un objetivo declarado de los nazis era que todos los judíos abandonaran el país, la emigración era problemática, ya que los judíos debían remitir hasta el 90 por ciento de su riqueza en forma de impuesto al abandonar el país. Cualquiera que fuera sorprendido transfiriendo su dinero al extranjero era sentenciado a largas penas de prisión por "saboteadores económicos". Una excepción fue el dinero enviado a Palestina bajo los términos del Acuerdo Haavara , mediante el cual los judíos podrían transferir algunos de sus bienes y emigrar a ese país. Alrededor de 52 000 judíos emigraron a Palestina bajo los términos de este acuerdo entre 1933 y 1939.
Al comienzo de la Segunda Guerra Mundial en 1939, alrededor de 250 000 de los 437 000 judíos de Alemania habían emigrado a Estados Unidos, Palestina, Gran Bretaña y otros países. En 1938 se estaba volviendo casi imposible para los potenciales emigrantes judíos encontrar un país que los acogiera. Después de la revuelta árabe de Palestina de 1936-1939, los británicos no estaban dispuestos a aceptar más judíos en Palestina por temor a que desestabilizaría aún más la región. Nacionalistas y xenófobos en otros países presionaron a sus gobiernos para que no aceptaran oleadas de inmigrantes judíos, especialmente los afectados por la pobreza. El Plan Madagascar, una propuesta La deportación masiva de judíos europeos a Madagascar resultó imposible de llevar a cabo. A partir de mediados de 1941, el gobierno alemán comenzó a recurrir al exterminio masivo de judíos europeos. El número total de judíos asesinados durante el Holocausto resultante se estima entre 5,5 y 6 millones de personas. Las estimaciones del número de muertos del pueblo gitano en el Porraimos oscilan entre 150 000 y 1  000.

## Copia firmada por Hitler
En 1945 los Cuerpos de Contrainteligencia del Ejército de los Estados Unidos encontraron un texto mecanografiado original de las leyes firmado por Hitler. Terminó en posesión del general George S. Patton, que lo conservó, en violación de las órdenes de que dichos hallazgos debían ser entregados al gobierno. Durante una visita a Los Ángeles en 1945 lo entregó a la Biblioteca Huntington, donde fue almacenado en una bóveda a prueba de bombas. La biblioteca reveló la existencia del documento en 1999 y lo prestó de forma permanente al Centro Cultural Skirball, que lo colocó en exposición pública. El documento fue transferido a los Archivos Nacionales y Administración de Documentos en  Washington en agosto de 2010.

## Otras legislaciones racistas contemporáneas
Los autores de las leyes de Núremberg se inspiraron en las leyes de segregación racial de Estados Unidos, si bien las suavizaron en algunos aspectos; por ejemplo, el concepto estadounidense de que bastaba "una gota" de "sangre" negra para declarar a alguien negro fue desechado por los nazis por considerarlo demasiado severo.
Varios países con regímenes afines a la Alemania nazi aprobaron sus propias leyes racistas o antijudías:
- En 1938, la Italia fascista aprobó las leyes raciales italianas y el Manifiesto de la Raza que despojaba a los judíos de su ciudadanía y prohibía las relaciones sexuales y los matrimonios entre italianos judíos y no judíos. [88]
- Hungría aprobó leyes el 28 de mayo de 1938 y el 5 de mayo de 1939 que prohibían a los judíos ejercer diversas profesiones. Una tercera ley, promulgada en agosto de 1941, definía a los judíos como cualquier persona que tuviera al menos dos abuelos judíos y prohibía las relaciones sexuales o los matrimonios entre judíos y no judíos. [89]
- En 1940, la Guardia de Hierro gobernante en Rumania aprobó la Ley que definió el estatus legal de los judíos rumanos. [90]
- En 1941 se promulgó en Eslovaquia el Codex Judaicus . [91]
- En 1941 Bulgaria aprobó la Ley de Protección de la Nación . [92]
- En 1941, los Ustacha de Croacia aprobaron una legislación que definía quién era judío y restringía el contacto con ellos. [93]
- Si bien el Imperio de Japón no redactó ni aprobó ninguna legislación antijudía, implementó políticas dirigidas a los judíos en algunos países ocupados, como Indonesia y Singapur.[94] [95]